# Postoculaire schub

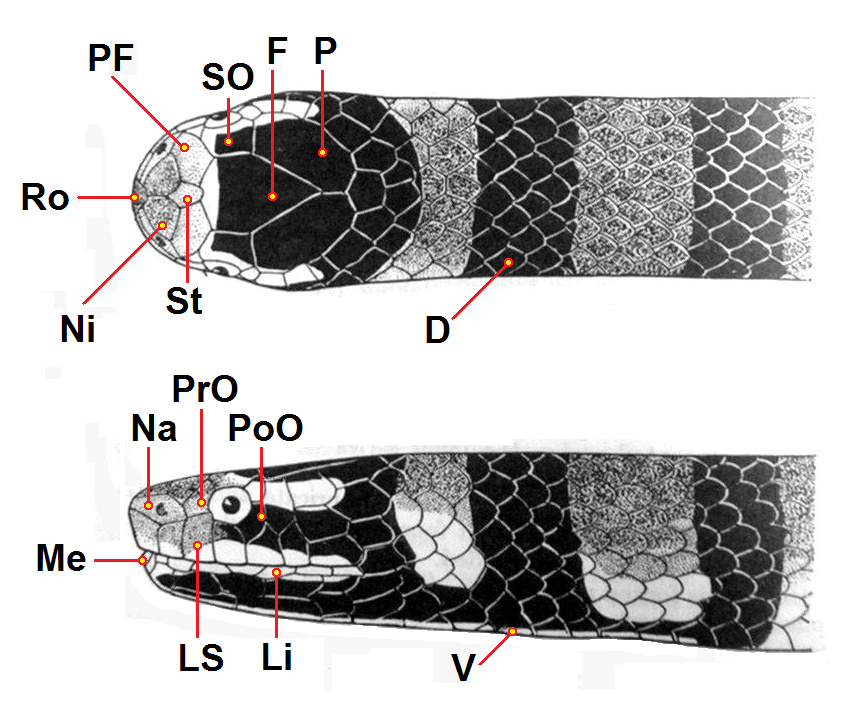
De belangrijkste schubben aan de kop (Ringslangplatstaart):
Bovenste figuur:
D = Dorsaal (rugzijde)
P = Pariëtaal (aan de zijkant)
F = Frontaal (aan de bovenzijde)
So= Supraoculair (boven het oog)
Ni = Internasaal (tussen de neus(gaten))
Ro = Rostraal (aan de snuit)
St = Interfrontaal
Pf = Prefrontaal
Onderste figuur:
V = Ventraal (buikzijde)
Ls = Supralabiaal (aan de bovenlip)
Li = Interlabiaal (aan de onderlip)
Na = Nasaal (aan de neus)
Me = Mentaal (aan de kin)
Pn = Postnasaal (achter de neus)
Poo = Postoculair (achter het oog)
Pro = Preoculair (voor het oog)

De postoculaire schub of postoculair is een schub die bij de schubreptielen gelegen is achter het oog. De term wordt gebruikt in de herpetologie om de schubben van reptielen aan te duiden die gelegen zijn aan de kop. De schub voor het oog wordt preoculair genoemd.
De postoculaire schub is altijd gepaard en nooit enkelvoudig zoals veel andere kopschubben.